# Лютново (Ярославская область)
Лютново — деревня в Погорельском сельском округе Глебовского сельского поселения Рыбинского района Ярославской области.
Деревня расположена к юго-востоку от центра сельского округа, села Погорелка. Здесь, среди в целом лесной местности существует относительно большое поле, на котором расположились небольшие деревни. Просёлочная дорога из Погорелки в юго-восточном направлении через Дуброво идёт на деревню Барбино, далее на Угольницу и Терентьевскую. Деревня Лютново стоит к северу от Барбино и к востоку от Дуброво. К западу от Лютново стоит деревня Дорогушино, а к югу Гальчино. Восточнее Гальчино в северном направлении протекает не названная на картах река, впадающая в Рыбинское водохранилище. Это одна из ряда подобных рек и ручьёв, которые до заполнения водохранилища были притоками реки Юга. Севернее Лютново лесной массив, в котором берут начало два ручья, текущие на север через деревни Палкино и Гришино .
Деревня не указана на плане Генерального межевания Рыбинского уезда 1792 года. Примерно на её месте на плане деревня Моткова.
На 1 января 2007 года в деревне не числилось постоянных жителей . Почтовое отделение, расположенное в центре сельского округа, селе Погорелка, обслуживает в деревне Лютново 15 домов .